# Beverly Hills (Texas)
Beverly Hills è un comune (city) degli Stati Uniti d'America della contea di McLennan nello Stato del Texas. La popolazione era di 2,113 persone al censimento del 2000. La città è circondata da quella di Waco e fa parte dell'area statistica metropolitana di Waco.

## Geografia fisica
Beverly Hills è situata a 31°31′15″N 97°09′16″W (31.520916, -97.154571).
Secondo lo United States Census Bureau, ha un'area totale di 0,6 mi² (1,55 km²).

## Società

### Evoluzione demografica
Secondo il censimento del 2000, c'erano 2,113 persone.

### Etnie e minoranze straniere
Secondo il censimento del 2000, la composizione etnica della città era formata dal 61,76% di bianchi, il 10,70% di afroamericani, lo 0,43% di nativi americani, lo 0,47% di asiatici, il 24,42% di altre razze, e il 2,22% di due o più etnie. Ispanici o latinos di qualunque razza erano il 44,30% della popolazione.